# الدوري الياباني لكرة القدم للسيدات 2018
الدوري الياباني لكرة القدم للسيدات 2018 هو موسم من الدوري الياباني لكرة القدم للسيدات. فاز فيه إن تي في بيليزا.